# Pondras
Pondras é uma povoação portuguesa do Município de Montalegre que foi sede da extinta Freguesia de Pondras, freguesia que tinha 11,12 km² de área e 131 habitantes (2011). A sua densidade populacional era 11,8 hab/km².
A Freguesia de Pondras foi extinta (agregada) pela reorganização administrativa de 2012/2013, tendo o seu território sido agregado ao da Freguesia de Venda Nova para criar a União de Freguesias de Venda Nova e Pondras.

## População
| Número de habitantes | Número de habitantes | Número de habitantes | Número de habitantes | Número de habitantes | Número de habitantes | Número de habitantes | Número de habitantes | Número de habitantes | Número de habitantes | Número de habitantes | Número de habitantes | Número de habitantes | Número de habitantes | Número de habitantes |
| -------------------- | -------------------- | -------------------- | -------------------- | -------------------- | -------------------- | -------------------- | -------------------- | -------------------- | -------------------- | -------------------- | -------------------- | -------------------- | -------------------- | -------------------- |
| 1864                 | 1878                 | 1890                 | 1900                 | 1911                 | 1920                 | 1930                 | 1940                 | 1950                 | 1960                 | 1970                 | 1981                 | 1991                 | 2001                 | 2011                 |
| 287                  | 343                  | 327                  | 352                  | 348                  | 374                  | 394                  | 420                  | 429                  | 513                  | 379                  | 336                  | 268                  | 193                  | 131                  |

(Obs.: Número de habitantes "residentes", ou seja, que tinham a residência oficial neste concelho à data em que os censos  se realizaram.)

## Património
- Igreja Matriz de Pondras;
- Capela de São Pedro, de Ratez;
- Capela de Santa Cruz, em Paio Afonso;
- Capela de Santo Mateus, em Armeche.